# Mjasisjtsjev M-55
De Mjasisjtsjev M-55 (Russisch: М-55 «Геофизика»; M-55 Geofisika) (NAVO-codenaam: Mystic) is een verkenningsvliegtuig voor grote hoogtes ontwikkeld door Mjasisjtsjev. Hij is in functie en ontwerp gelijk aan de Lockheed U-2. Het is een doorontwikkeling van de M-17. Verschillen zijn twee turbofans in plaats van één, en een hoger maximum startgewicht.

## Ontwikkeling
De M-55 was eerst bekend als de M-17. Het begon in 1978 toen Sovjetingenieurs naar een manier zochten om Amerikaanse onbemande ballonnen te onderscheppen. De eerste vlucht van de M-17 was op 26 mei 1982. Dit toestel werd al snel opgemerkt door de VS. Met de introductie van nog een model in de klasse, kreeg dit toestel al snel de aanduiding M-17 Mystic-A.
De Mystic-A zetter 25 wereldrecords voor zijn klasse. Deze ballononderschepper werd afgeblazen in 1987, en vervangen door de M-17RN, ook bekend als de M-55 Geophysica, die door de NAVO Mystic-B gedoopt werd. De eerste vloog in 1988, maar met het uiteenvallen van de Sovjet-Unie viel de militaire vraag weg. In 1994 werd de verkenningsversie afgeblazen nadat er slechts vijf waren gebouwd.
Een aantal M-55's is nog in dienst, maar dan in onderzoeksrollen.
M-4 · M-50 · M-55 · M-101 · M-103 · M-112 · M-500 · VM-T